# Kyle Harmon
Kyle Harmon est un personnage de fiction, héros de la série télévisée Les Experts : Miami. L'acteur américain Evan Ellingson joue ce rôle.

## Biographie
Kyle est le fils d'Horatio Caine et Julia Eberly. Il est né le 6 juillet 1991 à Pensacola en Floride. Il ne rencontrera son père qu'en 2007 (au cours de la saison 6 épisode 1 et 3). Il a travaillé comme stagiaire à la morgue de Miami en étant supervisé par le médecin légiste Tara Price. Au cours de la saison 8, on apprend qu'il est à Kaboul au sein de l'armée américaine.